# Pseudopathocerus
Pseudopathocerus é um gênero de coleóptero da tribo Mysteriini (Anoplodermatinae). Na qual compreende uma única espécie, com distribuição na Argentina, Brasil e Paraguai.

## Espécie
- Pseudopathocerus humboldti (Lameere, 1912)